# Projekt Xanadu
Projekt Xanadu er Ted Nelsons originale Hypertekstprojekt fra 1960. Hypertekstsystemet er stadig under udvikling i bl.a. Japan.